# Paranataelia whitei
Paranataelia whitei là một loài bướm đêm trong họ Noctuidae.